# 改利根級重巡洋艦
改利根級重巡洋艦（かいとねがたじゅうじゅんようかん）大日本帝國海軍計畫中的重巡洋艦艦級。

## 概要
本級艦是利根級重巡洋艦的後續發展艦種，於1939年（昭和14年）的《丸四計畫》（第四次海軍軍備補充計畫）中提出；本級艦在該計畫中定位為甲型巡洋艦，預計建造兩艘，而同計畫中的乙型巡洋艦與丙型巡洋艦則分別為阿賀野級輕巡洋艦與大淀級輕巡洋艦。然而，大藏省（今日財務省前身）卻於造艦過程中削減了預算，本級艦的建造計畫遂遭中止。